# برندا ویلا
برندا ویلا (انگلیسی: Brenda Villa؛ زادهٔ ۱۸ آوریل ۱۹۸۰) بازیکن واترپلو اهل ایالات متحده آمریکا بود.
وی در مسابقات کشوری و بین‌المللی در مجموع برندهٔ ۱۵ مدال طلا، ۴ مدال نقره، ۱ مدال برنز شده‌است.